# Typhula filiformis
Typhula filiformis är en svampart som först beskrevs av Pierre Bulliard (v. 1742–1793), och fick sitt nu gällande namn av Elias Fries 1838. Typhula filiformis ingår i släktet Typhula och familjen trådklubbor.   Inga underarter finns listade i Catalogue of Life.